# UnderCode
UnderCode is een Kroatische heavymetalband. De groep is afkomstig uit Split. De band heeft één album uitgebracht, getiteld "Enlightening the World". UnderCode speelt ook de "vechtmuziek" voor Serious Sam: The Second Encounter.

## Bandleden
- Damien: zang
- Danko Lukacevic: gitaar
- Davor Keranovic: drums
- Dario Sabo: bas
- Ivan Speljak - Jitz: gitaar

## Discografie

### Albums
- Enlightening the World

### Singles
- Do Not Forgive Us
- Enlightening the World
- My Mandylion
- Alone
- Kingdom of the Sand
- Freedom (is Mine)
- Ashes up your Sleeves
- New Jerusalem
- Angelic Rebellion
- As Above so Below